# Colletes comberi
Colletes comberi là một loài Hymenoptera trong họ Colletidae. Loài này được Cockerell mô tả khoa học năm 1911.